# Litchfield (Californie)
Litchfield est une census-designated place du comté de Lassen, dans l'État de Californie, aux États-Unis,. En 2020, elle compte une population de 160 habitants.